# Boucheron
Hozzáértők[pontosabban?] a Boucheront tartják az egyik legnagyobb nemzetközi reputációval rendelkező luxusékszer, óra és parfümmárkának szerte a világon.
Az 1858-ban alapított cég története során a Boucheron-család négy generációja szállított tiarákat, nyakékeket és egyéb ékszereket a világ uralkodócsaládjainak: ügyfeleik névsorában megtalálható például Erzsébet királyné, III. Sándor cár és számos távol-keleti uralkodó neve is, és ismert milliomos-dinasztiák is.[forrás?]
Eleinte Boucheron a Palais Royalban árusította ékszereit, majd 1893-ban ők voltak az elsők,[forrás?] akik a párizsi Vendôme téren nyitottak üzletet. A legfontosabb Boucheron ékszerbolt ma is a Vendôme tér 26. szám alatt található. Itt forgatták a Légy szép és tartsd a szád! című 1958-as francia krimivígjáték egyik ékszerrablási jelenetét.
A  másfél évszázadnyi múlt megünneplésére 2008-ban a ház 7 különböző kollekciót készített: Varázslatos, Ínyenc, Kíváncsi, Veszélyes, Titokzatos, Merész, és Érzéki.
Szintén 2008-ban a Vertu Boucheron gyémántokba öltöztette „limited edition” telefonjait.

## Külső hivatkozások
- A cég honlapja